# Marco Polo

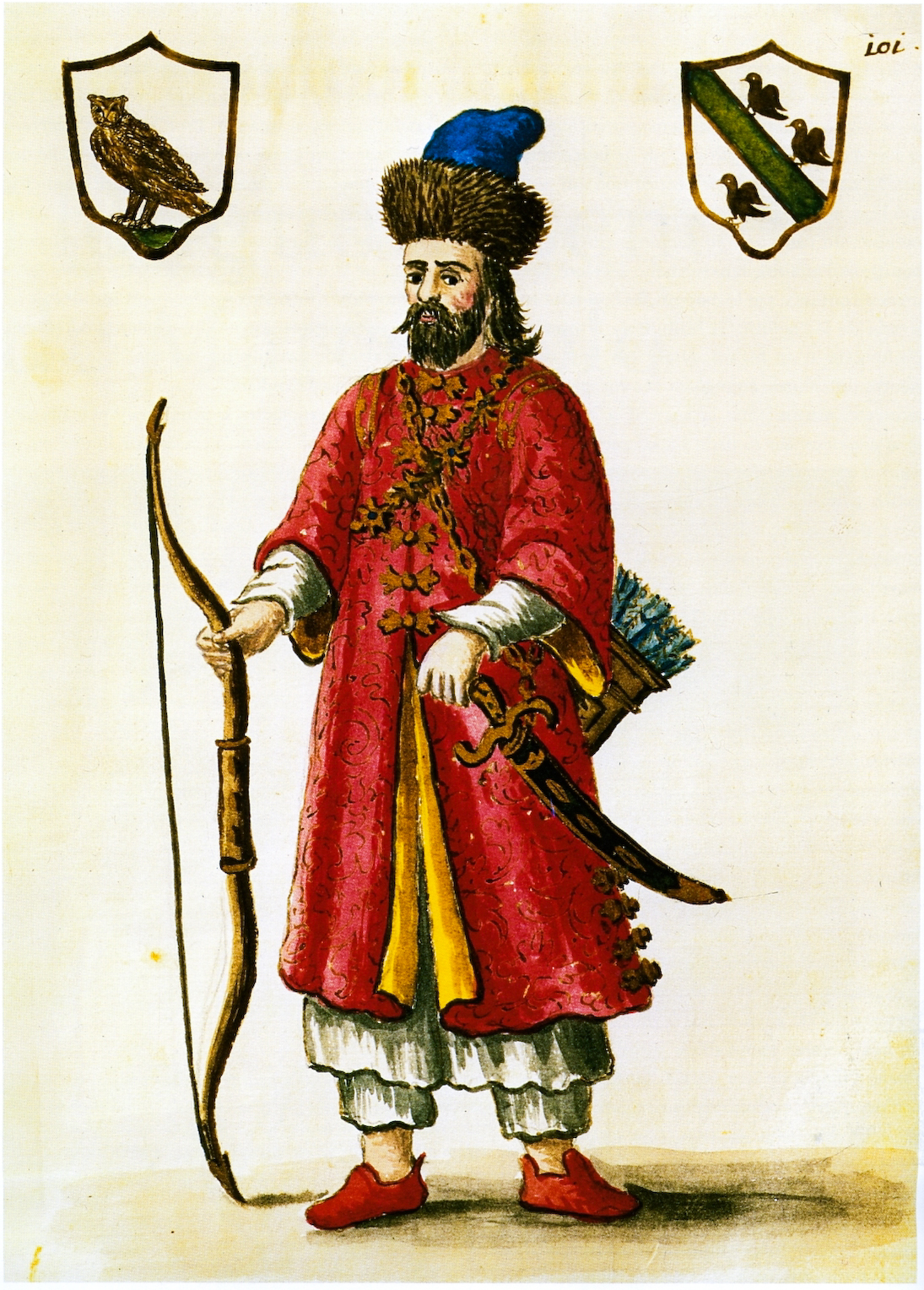
Marco Polo im Tatarenkostüm (Darstellung des 18. Jahrhunderts)

Marco Polo (* 1254 vermutlich in Venedig; † 8. Januar 1324 ebenda) war ein Asienreisender, der aus einer venezianischen Händlerfamilie stammte und durch seine Reiseberichte aus dem Kaiserreich China bekannt wurde. Motiviert wurde er durch die Berichte seines Vaters und seines Onkels, die bereits vor ihm China bereist hatten. Obwohl einzelne Geschichtswissenschaftler wegen Falschangaben und Ungereimtheiten immer wieder Zweifel an der Historizität seiner China-Reise geäußert haben, wird diese von den meisten Historikern als erwiesen angesehen.

## Herkunft

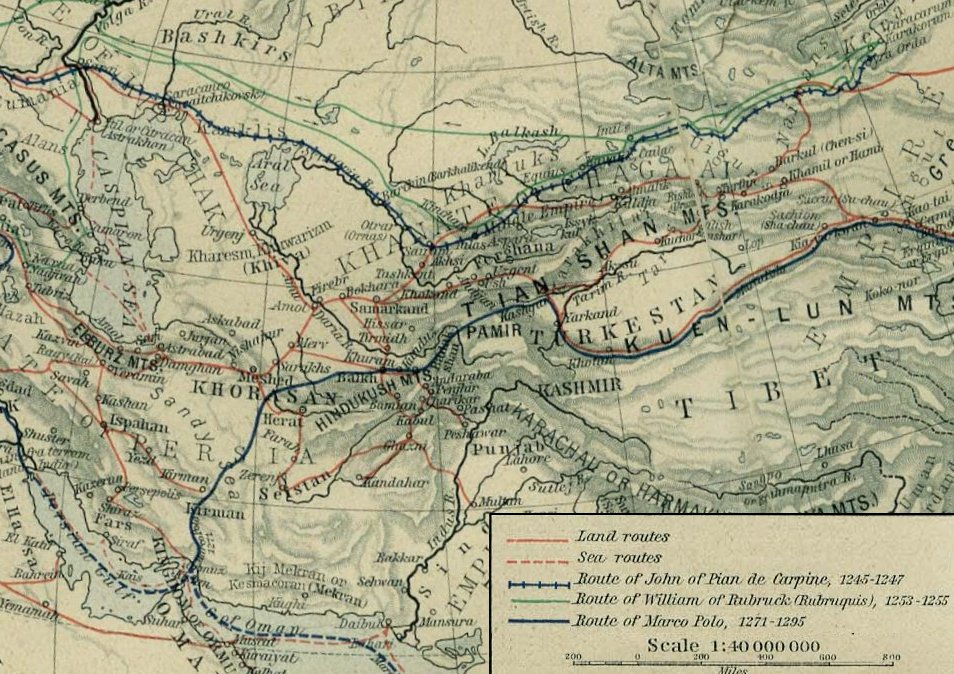
Angebliche An- und Abreiseroute Marco Polos (Zentralasien) mit Routen Carpinis, Rubruks und der Seidenstraße

Die Polos waren angesehene Bürger Venedigs, zählten aber nicht zu den obersten Schichten. Marco Polo selbst wird in den Archiven als nobilis vir (Edelmann) bezeichnet, ein Titel, auf den er stolz war. Der Name Polo stammt vom lateinischen Paulus, und Polos sind in Venedig seit 971 nachweisbar. Nach einer (unbelegten) Überlieferung stammte die Familie ursprünglich aus Dalmatien, unter anderem wurden die Stadt Šibenik und die Insel Korčula als mögliche Herkunftsorte genannt. Die Polos waren Händler, und schon der Großonkel Marco kommandierte 1168 in Konstantinopel ein Handelsschiff. Zur Zeit von Marco Polos Geburt waren sein Vater Niccolò Polo und sein Onkel Maffeo (auch Maffio oder Matteo), über die ansonsten wenig bekannt ist, auf Handelsreise im Osten.

## Die Reise seines Vaters und Onkels

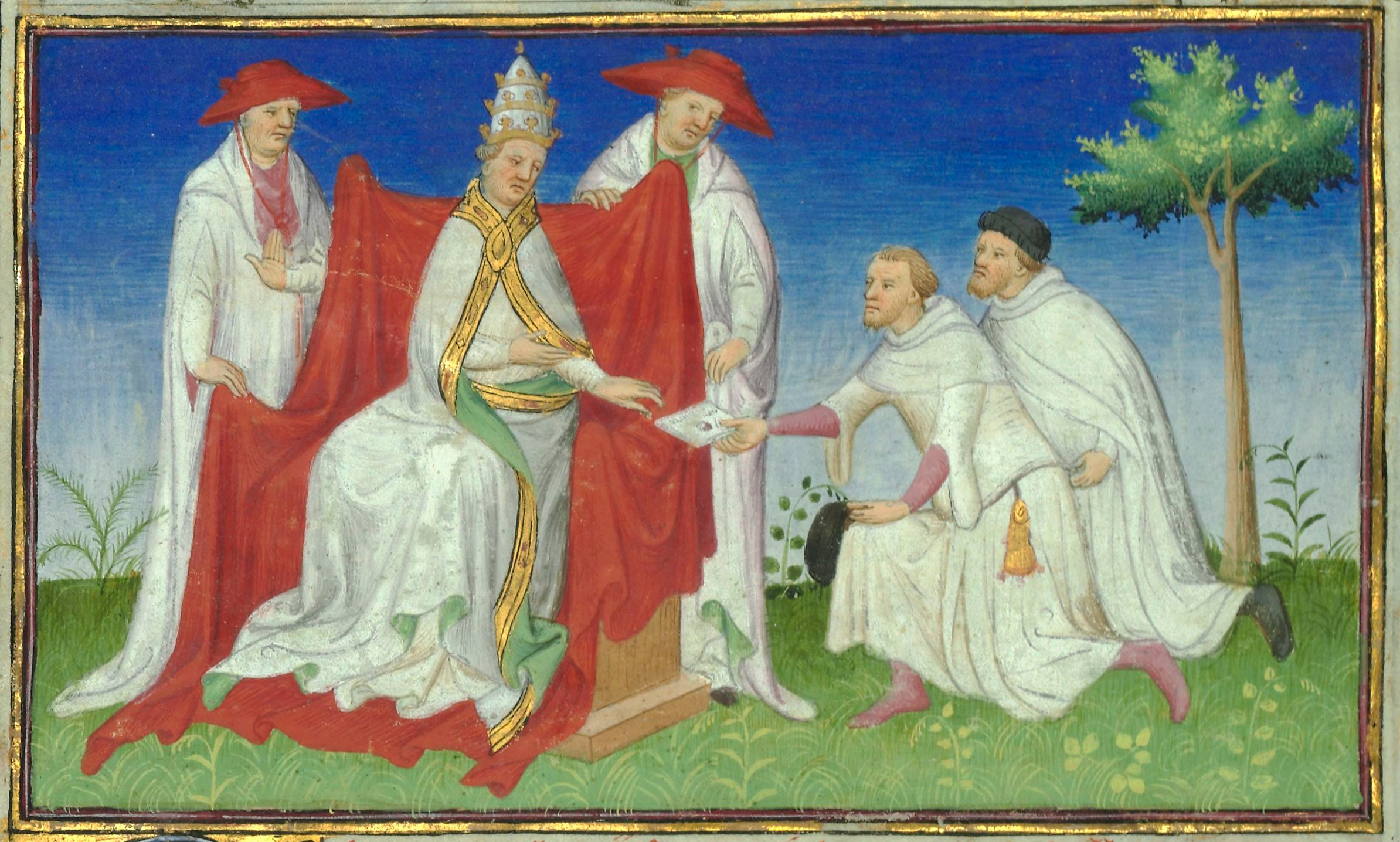
Niccolò und Maffeo Polo mit Gregor X.
Le livre des Merveilles du Monde, Handschrift des 14. Jahrhunderts

Marco Polos Vater Niccolò und sein Onkel Maffeo brachen 1260 zu einer Reise auf, um am Unterlauf der Wolga Edelsteine zu verkaufen. Über Konstantinopel gingen sie nach Soldaia (heute Sudak) auf der Krim, wo Marco der Ältere, der dritte der Brüder Polo, ein Kontor betrieb. Somit reisten sie nahezu auf derselben Route, die auch Wilhelm von Rubruk 1253 für seine Mission gen Osten gewählt hatte. Bevor die Polos nach Asien zu den Mongolen aufbrachen, hatten schon die Mönche André de Longjumeau und Johannes de Plano Carpini im Auftrag von Papst Innozenz IV. und später auch Wilhelm von Rubruk im Auftrag von König Ludwig IX. jeweils eine solche Reise in offizieller Mission angetreten. Nach ihrer Rückkehr verfassten sie jeweils eigene Reiseberichte. Nach ihrem Zwischenaufenthalt gelangten die Polos in das Gebiet, das damals von der Goldenen Horde beherrscht wurde, und hielten sich etwa ein Jahr in der Nähe des Dschingis-Khan-Enkels Berke Khan an der Wolga auf. Anschließend wurden sie durch die dort noch herrschenden Kriegswirren immer weiter gen Osten über den Fluss Ural und entlang der Seidenstraße (nördlicher Abzweig nach Südrussland) bis nach Buchara verschlagen.
Da sie durch Kriegsfolgen an einer Rückreise gehindert waren, verblieben sie dort drei Jahre und schlossen sich schließlich einer persischen Gesandtschaft an, die auf dem Weg zum Großkhan Kubilai war. In den Wintermonaten 1266 trafen sie nach einjähriger Reisezeit am Hofe des Mongolenherrschers in Peking (damaliger Name: Khanbaliq, bei Marco Polo: Kambaluk) ein, wo sie vom Khan willkommen geheißen wurden. Dieser ließ den Polos bei ihrer Abreise ein sogenanntes Païza in Form eines Goldtäfelchens zukommen, das sicheres Geleit und freie Versorgung im Gebiet des Großkhans garantierte. Außerdem wurden sie vom Großkhan beauftragt, dem Papst eine Botschaft mit der Bitte zu überbringen, ihm geweihtes Öl aus dem Jesusgrab in Jerusalem und etwa einhundert christliche Gelehrte zum Verbreiten des Evangeliums unter seinen Untertanen zu schicken. So traten die Polos die Rückreise nach Venedig an, wo sie um 1269 eintrafen. In der Zwischenzeit hatten mehrere Nachfolger den jeweils verstorbenen Papst abgelöst, aktuell hatte eine Nachfolgewahl begonnen. Auch Marco Polos Mutter war gestorben.

## Eigene Reise

### Richtung Vorderasien

Angebliche Gesamtreiseroute

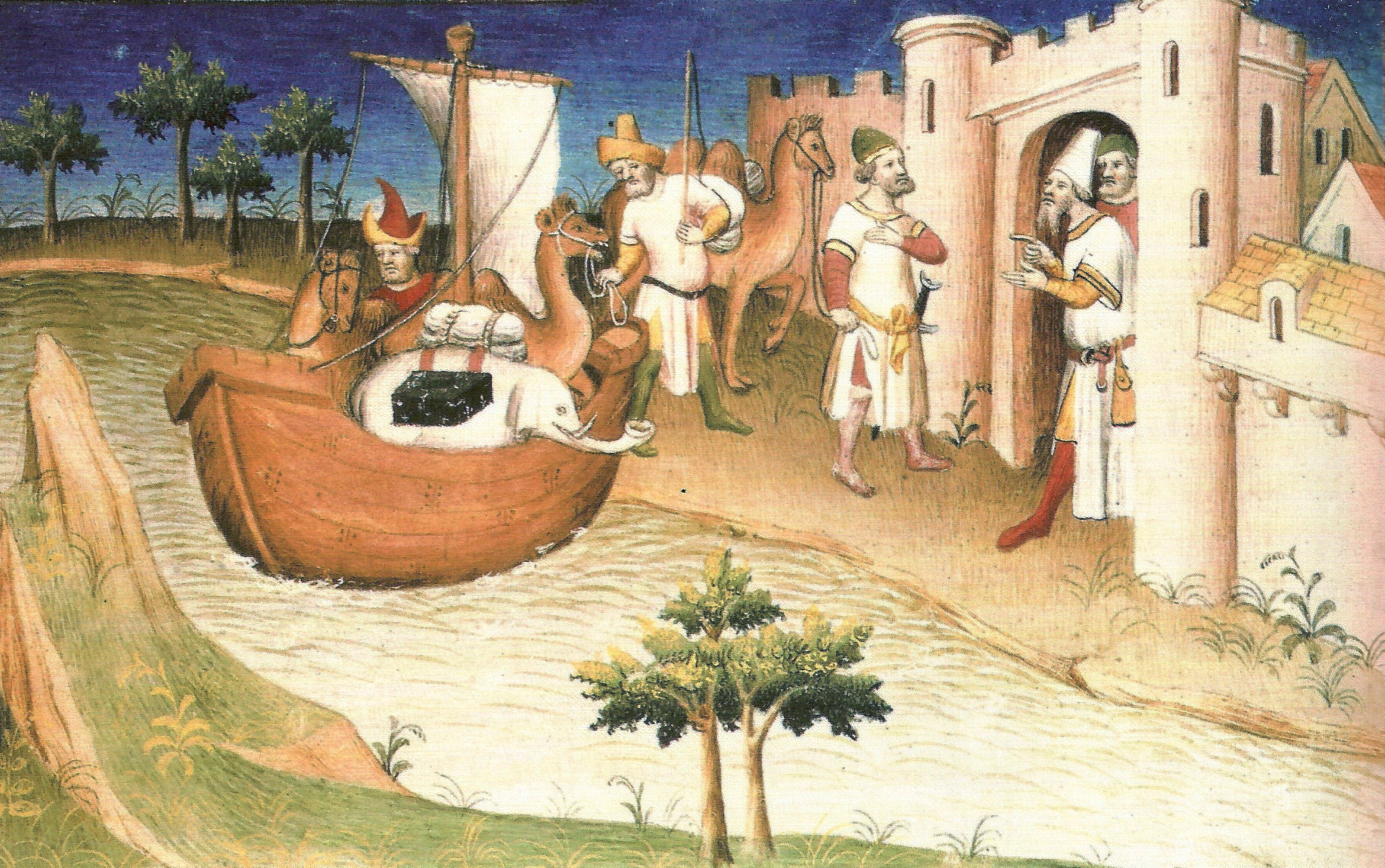
Marco Polo in China (Abbildung in dem Buch Il milione, 1298–1299)

Papst Clemens IV., der sich nie in Rom aufgehalten hatte, war am 29. November 1268 in Viterbo (Italien) gestorben. Wegen anhaltender Uneinigkeit im Kardinalskollegium dauerte die päpstliche Sedisvakanz bis September 1271. Doch die Polos wollten nicht länger auf ein für sie nicht absehbares Ende der Papstwahl warten und beschlossen daher, auch ohne päpstlichen Auftrag oder päpstliche Botschaft erneut die Reise zum Großkhan anzutreten, um diesen nicht länger auf die Erfüllung seiner Wünsche warten zu lassen. Noch vor dem Ende der Sedisvakanz brachen Niccolò und Maffeo Polo 1271 wieder auf und nahmen den siebzehnjährigen Marco mit.
In Akkon betrat dieser zum ersten Mal den Boden Asiens. Hier erläuterten die drei Polos dem dortigen päpstlichen Legaten und Archidiakon von Lüttich, Tebaldo Visconti da Piacenza, den Sinn und Zweck ihrer Reise und baten ihn zunächst darum, nach Jerusalem weiterreisen zu dürfen, da der Mongolenherrscher Niccolò und Maffeo Polo auf ihrer ersten Asienreise gebeten hatte, ihm Öl aus der Lampe des Heiligen Grabes mitzubringen. Mit der gewünschten Erlaubnis reisten die Polos nach Jerusalem, wo sie das erbetene Öl ohne Probleme besorgen konnten, und kamen anschließend nach Akkon zurück. Nunmehr übergab der Legat den Reisenden einen Brief an den Großkhan, in dem bezeugt wurde, dass die Brüder sich aufrichtig bemüht hätten, ihren Auftrag beim Papst zu erfüllen, dieser jedoch verstorben und ein neues Oberhaupt der christlichen Kirche noch immer nicht gewählt sei. Auf ihrer anschließenden Weiterreise waren sie schon an der Küste Kleinasiens in Laias (İskenderun/Alexandretta) angekommen, als sie erfuhren, dass der Legat Tebaldo Visconti da Piacenza nunmehr als Papst Gregor X. gewählt worden war, und es erreichte sie dort auch ein Schreiben des neu gewählten Papstes, in dem sie aufgefordert wurden, unverzüglich nach Akkon zurückzukehren. Gregor X., der sich zum Zeitpunkt seiner Wahl als Kreuzfahrer in Palästina aufhielt, beauftragte dort die Polos nunmehr offiziell als Kirchenoberhaupt, ihre Reise zum Großkhan fortzusetzen, um diesen zum Christentum zu bekehren und als Bündnispartner gegen den Islam zu gewinnen. Dafür wurden ihnen zwei italienische Mönche (Bruder Nicolao von Vicenza und Bruder Wilhelm von Tripolis) mitgegeben, die als gelehrte Männer und kenntnisreiche Theologen galten, auf der wieder aufgenommenen Reise in Richtung Asien jedoch bald umkehrten. Anschließend ging es über die den jungen Polo durch ihre bunten Basare beeindruckende Stadt Täbris weiter nach Saveh. Nach Marco Polo waren hier die heiligen drei Könige begraben. Von dort führte sie ihre Reise in die Oasenstadt Yazd, die mit durch Qanaten aus den Bergen hergeleitetem Wasser gespeist wurde. Marco Polo berichtete aus dieser Stadt, dass die dort hergestellten, Jasdi genannten Seidenstoffe von den ansässigen Kaufleuten mit gutem Gewinn veräußert würden.
Die Reise führte die Polos danach nach Kerman, wo die Juwelenhändler ihre Pferde wahrscheinlich gegen robustere Kamele eintauschten. Nächste Reisestationen waren Rajen, eine Stadt der Schmiede und Herstellungsort kunstvoller Stahlerzeugnisse, und Qamadin, die Endstation einer Route, auf der Pfeffer und andere Gewürze aus Indien herbeigeschafft wurden. Über diese heute zerstörte Stadt schrieb Marco Polo, dass sie oft von den aus Zentralasien eindringenden Tataren verwüstet worden sei. Der anschließende Besuch der Stadt Hormus, des heutigen Minab mit seinem mittlerweile versandeten Hafen, hinterließ bei Marco Polo einen starken Eindruck, denn dort wurden Gewürze, Edelsteine, Perlen, Seidenstoffe und Elfenbein umgeschlagen.

### Über Umwege nach Ostasien

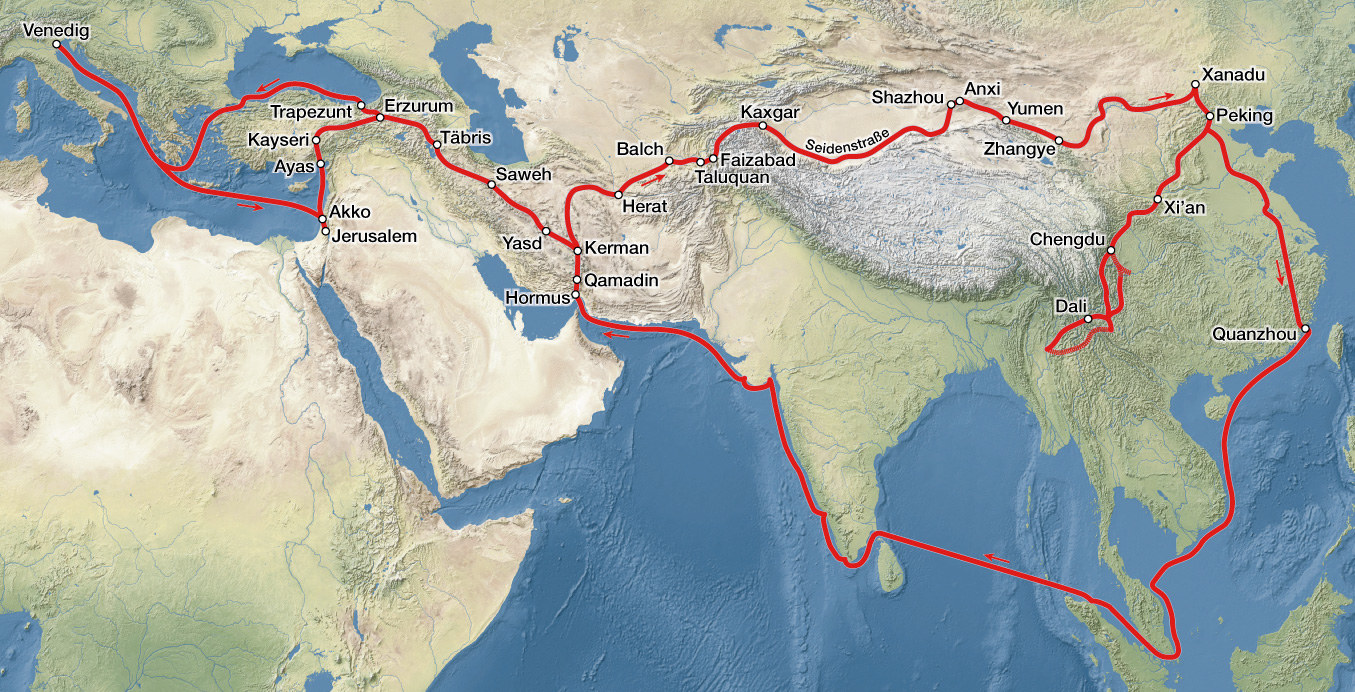
Angebliche Gesamtreiseroute ohne Abstecher nach Bagdad und Karakorum

Von hier aus wollten die Handelsreisenden eigentlich über den Seeweg nach China aufbrechen, doch ließ sie der schlechte Zustand der Schiffe in Hormus von ihren Plänen Abstand nehmen. Durch die jetzt notwendigen erheblichen Umwege gelangte Marco Polo 1273 bis vor die Ruinen der Stadt Balch. Die Stadt soll durch die Truppen Dschingis Khans zerstört worden sein. Marco Polo schrieb dazu: „Es standen hier herrliche Paläste und prächtige Marmorvillen, aber heute sind es Ruinen.“ Auch in der Stadt Taluquan machten sie halt – Marco Polo beschreibt die Umgebung der Stadt als „sehr schön“. Ihm gefallen besonders die goldgelben Reisfelder, die Pappelalleen und die Bewässerungskanäle. Die Stadt Faisabad war damals berühmt für ihre blaugrünen Lapislazuli-Edelsteine, angeblich die feinsten Lapislazuli der Welt.
Die weitere Reise führte über die Orte Ischkaschim, Qala Panja, 1274 über die am Westrand der Sandwüste Taklamakan gelegenen Stadt Kaschgar weiter entlang der Südroute der sich dort aufzweigenden Seidenstraße auch zur Oasenstadt Nanhu. Marco Polo berichtet hier von „Geistern, die einen Nachzügler fortlocken konnten, indem sie ihn mit Stimmen riefen, die denen seiner Gefährten täuschend ähnelten. Und nicht selten meinte man, verschiedene Musikinstrumente, besonders Trommeln, zu vernehmen“. Heute wird als Ursache für solche Sinnestäuschungen der durch die Dünen wehende Sand oder pfeifender Wüstenwind angenommen.

### In China
Die Stadt Shazhou, heute Dunhuang, war ein bedeutender Knotenpunkt der damaligen Handelsstraßen, da dort auch die Süd- und Nordroute zur Umgehung der Wüste Taklamakan wieder zusammentrafen. Marco Polo, der nun endgültig chinesisches Land erreicht hatte, sah seinem Bericht nach in dieser bedeutenden Oasenstadt erstmals eine große Zahl von Chinesen, die sich in einem der damals größten buddhistischen Zentren Chinas angesiedelt hatten. Die Reisegruppe durchquerte anschließend die Städte Anxi, Yumen und Zhangye und kam 1275 in Shangdu als ihrem eigentlichen Reiseziel an. Dort traf Marco Polo Kublai Khan, den Großkhan der Mongolen und Enkel von Dschingis Khan, in seiner Sommerresidenz. Kublais Reich erstreckte sich damals von China bis in das Gebiet des heutigen Irak und im Norden bis nach Russland. Die drei Handelsreisenden ließen sich hier unter der Obhut des Herrschers bis 1291 nieder.

### Als Präfekt des Kublai Khan

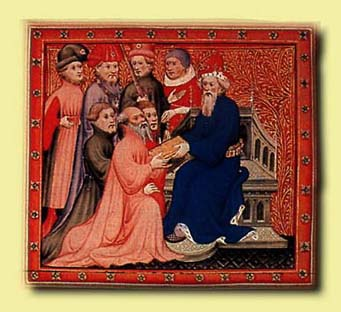
Marco Polo vor Kublai Khan

Der Großkhan fand Gefallen an dem jungen Europäer und ernannte ihn zu seinem Präfekten. Als solcher durchstreifte Marco Polo China über mehrere Jahre nach allen Himmelsrichtungen. Dabei gelangte er über die Städte Daidu und Chang’an (heute: Xi’an) in die Stadt Dali, wo die Leute, damals wie heute, rohes Schweinefleisch mit Knoblauch und Sojasoße essen. Seinem Bericht zufolge kam Marco Polo das offenbar ziemlich „barbarisch“ vor, da er selbst aus einer Kultur stammte, die solche Essgewohnheiten nicht kannte. Über die Stadt Kunming reiste er weiter nach Yangzhou, dem damaligen Sitz der Regionalregierung. In den zahlreichen Handwerksbetrieben dieser Stadt wurden Harnische für die Armee des Khan hergestellt. Anschließend berichtet Marco Polo von der Ankunft in seiner Lieblingsstadt Quinsai, dem heutigen Hangzhou. Er schwärmt von prächtigen Palästen und öffentlichen Warmbädern sowie vom Hafen, in dem Schiffe aus ganz Asien einliefen und Gewürze, Perlen und Edelsteine ausluden. Später wird auch erstmals Japan unter dem Namen Cipangu erwähnt.
Als unruhige Zeiten auszubrechen drohten, wollten die Polos zurück nach Venedig reisen. Trotz ihrer Bittgesuche ließ der Großkhan sie nicht ziehen, da sie ihm inzwischen eine wertvolle Stütze geworden waren. Zu diesem Zeitpunkt erschienen drei persische Diplomaten mit ihrem Gefolge am Hofe Kublai Khans und baten um eine Braut für den Khan Arghun des persischen Il-Khanats. Der Mongolenherrscher bestimmte die siebzehnjährige Prinzessin Kököchin zur Vermählung, die nach Persien geführt werden sollte. Da der Landweg zu gefährlich war, ergriffen die Kaufleute diese Gelegenheit und schlugen dem Großkhan vor, die Prinzessin zusammen mit den Diplomaten auf dem Seeweg sicher nach Persien zu geleiten. Widerstrebend nahm dieser schließlich das einzig aussichtsreiche Angebot an und erlaubte ihnen damit letztlich die Heimreise.

### Rückkehr
Die Rückreise nach Venedig auf dem Seeweg begann 1291 im Hafen von Quanzhou, einer kosmopolitischen Stadt mit Niederlassungen aller wichtigen Religionen. Sie erfolgte auf 14 Dschunken mit insgesamt 600 Passagieren, von denen am Ende nur 17 überlebten. Auf den Zwischenstationen in Sumatra und Ceylon (heute Sri Lanka) lernte Marco Polo die dortigen Kulturen kennen und beschrieb sie später in seinem Reisebericht. Nach 18 Monaten der Weiterfahrt erreichte das Schiff den persischen Hafen Hormus. Später am Schwarzen Meer im Kaiserreich Trapezunt, dem heutigen Trabzon, konfiszierten die dortigen Beamten von den Seefahrern etwa 500 Kilogramm Rohseide, die die Polos mit nach Hause bringen wollten.
1295 erreichten die Reisenden schließlich die Republik Venedig und sollen zunächst von ihren Verwandten nicht erkannt worden sein. Angeblich gaben sie sich dadurch zu erkennen, dass sie die Säume ihrer Kleidung aufschnitten und die mitgebrachten Edelsteine hervorholten.

## Nach der Reise

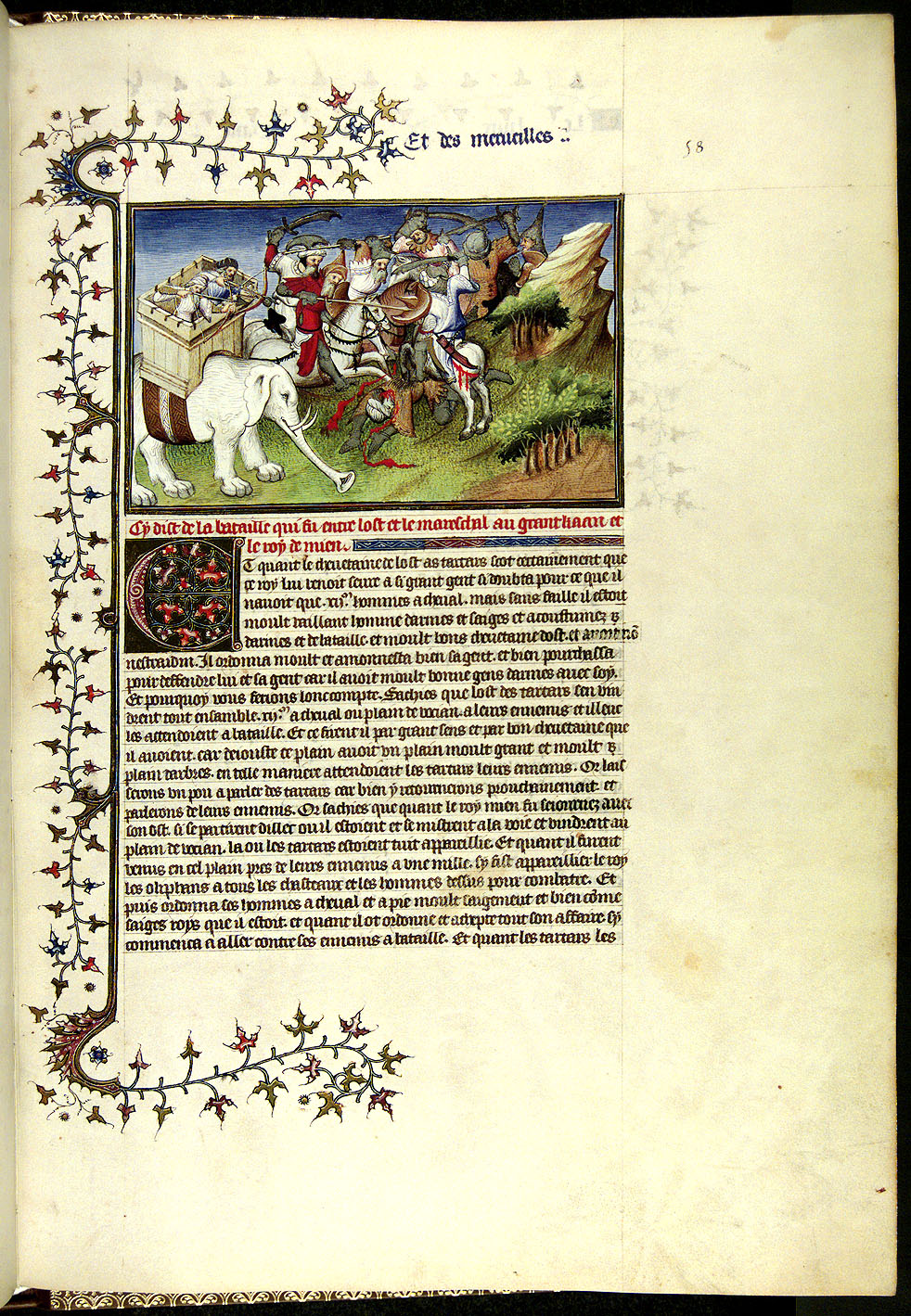
Il milione

Von seinem anschließenden Aufenthalt in Venedig ist heute nicht viel bekannt. Sicher ist, dass er drei Töchter hatte, zwei Prozesse wegen Kleinigkeiten führte und im Stadtteil Cannaregio ein kleines Haus nahe dem corte del Milion erwarb. Nach dem Zeitgenossen und ersten Biographen Jacopo d’Aqui gab damals die Bevölkerung Marco Polo diesen Namen, da er unaufhörlich von den Millionen des großen Khan und seinem eigenen Reichtum redete.
Nach Angaben des Chronisten und Biographen Giovan Battista Ramusio, der aus ihm einen „Helden der Serenissima“ machte, nahm Marco Polo einige Zeit später als Flottenkommandant an einem Seekrieg teil, in den Venedig schon seit Jahren mit seinem Erzrivalen Genua verstrickt war. In der Seeschlacht bei Curzola soll er 1298 eine venezianische Galeere geführt und dabei in genuesische Gefangenschaft geraten sein, in der er bis Mai 1299 festgehalten wurde. In dem als Gefängnis genutzten Palazzo San Giorgio wurde er angeblich von dem auch als Autor von Ritterromanen bekannten Mitgefangenen Rustichello da Pisa gedrängt, diesem den Bericht seiner Fernost-Reise zu diktieren. Das Ergebnis ging in die Literaturgeschichte ein als Le divisament dou monde („Die Aufteilung der Welt“), französisch unter dem Titel Le Livre des merveilles du monde („Das Buch von den Wundern der Welt“).
Die Reiseabenteuer des Marco Polo wurden in den nachfolgenden zwei Jahrhunderten sehr viel gelesen, denn rund 150 Handschriften sind erhalten, darunter auch von Übersetzungen in andere Sprachen, zum Beispiel ins Toskanische als Libro delle meravigilie del mondo, später unter dem Titel Il Milione, oder ins Venezianische. Die größte Verbreitung fand die lateinische Übersetzung des Dominikaners Francesco Pipino aus Bologna, die allein in über 50 Handschriften erhalten ist. Darüber hinaus wurde das Buch von Gelehrten aller Art ausgewertet, vor allem Geographen, die Polos sehr exakt wirkende Entfernungsangaben für ihre Karten übernahmen. Noch Christoph Kolumbus benutzte diese Angaben zur Errechnung der Länge einer Seefahrt nach las Indias, womit er die Stadt Quinsay meinte, das heutige Hangzhou auf dem chinesischen Festland. Er kalkulierte dabei aber zu optimistisch. Kolumbus besaß eine reichlich mit eigenen Anmerkungen versehene Abschrift des Reiseberichts Il Milione, die heute in einem Museum in Sevilla aufbewahrt wird. Der Erstdruck erfolgte 1477 in Nürnberg.
Als bereits schwer kranker Mann schrieb Marco Polo kurz vor seinem Tode Anfang Januar 1324 sein Testament, das erhalten geblieben ist. Hieraus geht hervor, dass er bald nach seiner Freilassung im Jahre 1299 und seiner Rückkehr aus Genua in Venedig Donata Badoer, die Tochter des Kaufmanns Vidal Badoer, heiratete und später Vater von drei Töchtern mit Namen Fantina, Bellela und Moreta wurde, von denen die beiden ersten im Jahre 1324 schon verheiratet waren. Er hinterließ eine goldene Tafel und verfügte die Freilassung seines mongolischen Sklaven Piedro Tartarino.
Marco Polos Haus befand sich etwa am rechtwinkligen Zusammentreffen des Rio di San Giovanni Crisòstomo und des Rio di San Lio, vermutlich am Corte seconda del Milion 5845-5847 oder dort, wo jetzt das Teatro Malibran ist. Das Haus ist 1596 abgebrannt.
Von seinem Vater Niccolò Polo ist nur bekannt, dass er um 1300 verstarb, und von seinem Onkel Maffeo kennt man nur ein 1310 angefertigtes Testament, das die Schenkung von drei Goldtafeln durch den Großkhan auf ihrer ersten Reise belegt.

## Tod

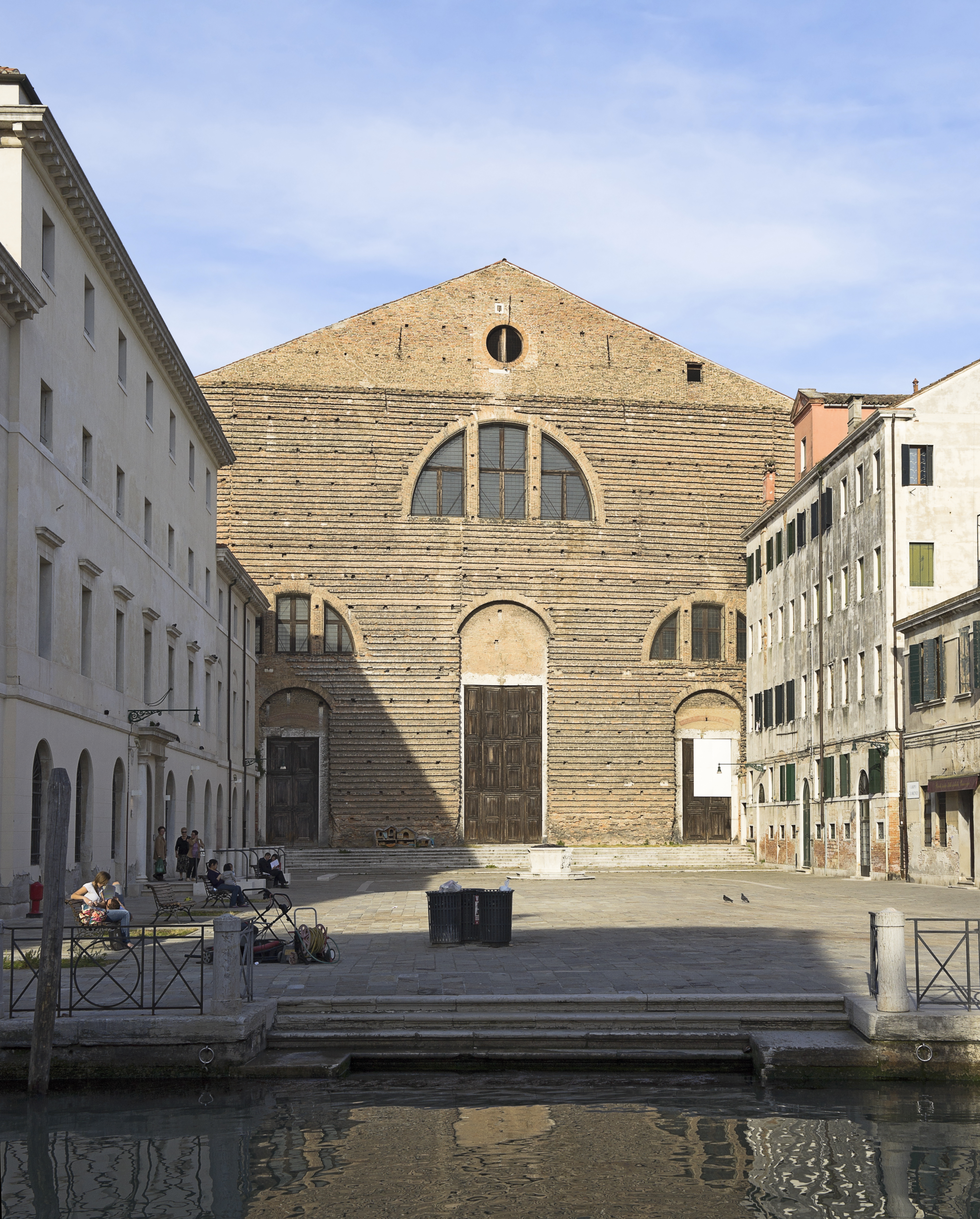
Wiederaufgebaute Kirche
San Lorenzo

Im Jahr 1324 starb Marco Polo. Da Kritiker schon damals seine Erzählungen für unwahr hielten, wurde er zuletzt von Priestern, Freunden und Verwandten aufgefordert, um seines Seelenheiles willen den Lügengeschichten doch endlich abzuschwören. Dem Bericht des Chronisten Jacopo d’Aqui zufolge soll Marco Polo jedoch auf dem Sterbebett erwidert haben: „Ich habe nicht die Hälfte dessen erzählt, was ich gesehen habe!“
Angeblich wurde Marco Polo nach seinem Tode in der Benediktinerkirche von San Lorenzo (Venedig) beigesetzt, in der sein Vater ebenfalls begraben war. Diese Grabstätten sollen beim Umbau der Kirche in den Jahren 1580 bis 1616 verlorengegangen sein. Nach anderen Angaben wurde er in der heute nicht mehr existierenden Kirche San Sebastiano begraben. Sein Erbe hatte einen Wert von mehr als 70 Kilogramm Gold.
Seine von ihm im Reisebericht genannte Reise nach China auf Land und zurück auf See, die Rustichello für ihn niedergeschrieben hatte, und die dabei von ihm beschriebenen Entdeckungen trugen entscheidend zu den späteren Entdeckungen im 15. und 16. Jahrhundert bei und damit auch zur Welt, wie wir sie heutzutage erleben. Dafür wird Marco Polo in der heutigen Welt weiterhin gewürdigt.

## Würdigungen

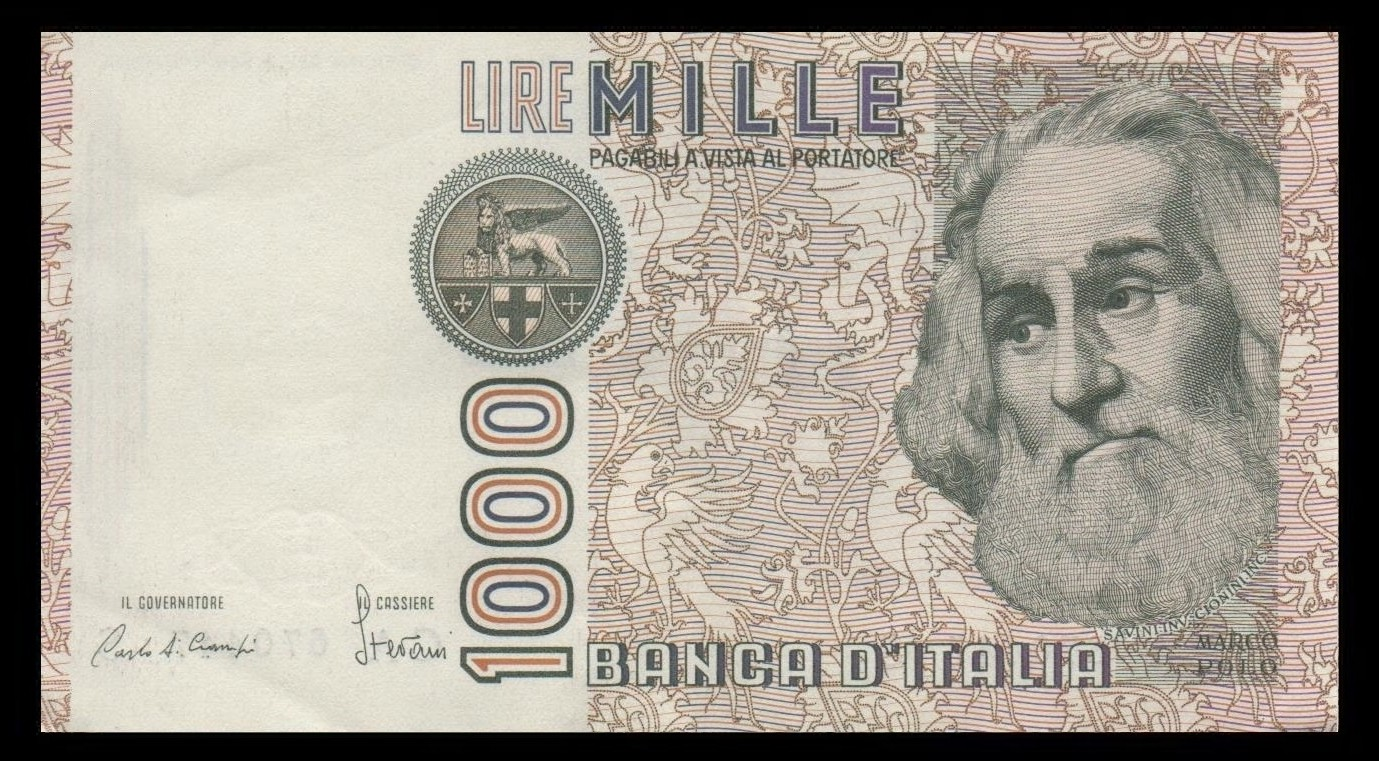
Marco Polo auf der italienischen 1000-Lire-Banknote

Der Mondkrater Marco Polo ist nach ihm benannt, ebenso seit 2002 der Asteroid (29457) Marcopolo.
Marco Polo wurde auf der Vorderseite der italienischen 1000-Lire-Banknote abgebildet, die von der Banca d’Italia zwischen 1982 und 1991 ausgegeben wurde.

## Ergebnisse der Marco-Polo-Forschung

### Handschriften
Über Marco Polo selbst ist nur wenig überliefert, aber immerhin gibt es rund 150 Handschriften seines Reiseberichtes. Der Schotte Henry Yule konnte 1871 allein schon 78 Manuskripte nachweisen. Davon sind 41 in Latein, 21 auf Italienisch, zehn auf Französisch und vier in deutscher Sprache verfasst worden. Es wird von vielen Forschern angenommen, dass Polo seine Erlebnisse nicht eigenhändig im Gefängnis aufschrieb, sondern höchstens über Notizen verfügte, die er dem Rustichello da Pisa diktierte. Die vergleichenden Forschungen führten zu dem Ergebnis, dass ein Manuskript in altfranzösischer Sprache eine sehr große Nähe zur Urfassung hat. Damit ist das französische Manuskript gemeint, das die Geographische Gesellschaft zu Paris im Jahre 1824 veröffentlichte und das seitdem als der „Geographische Text“ bezeichnet wird. Von weiterem besonderen Interesse für die Forscher sind in dieser Hinsicht auch ein franko-italienischer Text und das lateinische „Zelada-Manuskript“, die beide ebenfalls als der Urfassung sehr nahestehend betrachtet werden. Darüber, dass von diesen drei frühesten Manuskripten eines der Originalfassung am allernächsten steht, gibt es bislang keine Einigkeit.
Nach Ansicht von Barbara Wehr, Professorin für Französische und Italienische Sprachwissenschaft der Johannes Gutenberg-Universität Mainz, muss die bislang vorherrschende Auffassung, Marco Polo habe seinen Reisebericht dem Rustichello da Pisa diktiert und die Sprache des Urtexts sei Altfranzösisch, möglicherweise korrigiert werden. Ihrer Ansicht nach gibt es mit der lateinischen Fassung von Francesco Pipino da Bologna einen Strang der Textüberlieferung, der keinerlei Spuren der französischen Version von Rustichello da Pisa aufweist. Sie schließt daraus, dass Rustichello da Pisa sich erst nachträglich in die Textüberlieferung eingemischt hat und dass es einen Urtext gab, der direkt aus der Feder Marco Polos stammte und auf Altvenezianisch verfasst war.

### Glaubwürdigkeit seiner Berichte
Die Frage, ob Marco Polo wirklich in China gewesen ist, beschäftigt seit Jahrhunderten Forscher und Wissenschaftler, denn es gibt nur indirekte Beweise für seinen Aufenthalt in diesem Land; er selbst wird dort nirgendwo namentlich erwähnt. Letzteres kann allerdings damit zusammenhängen, dass sein mongolischer bzw. chinesischer Name unbekannt ist. Marco Polos Darstellung seiner eigenen Bedeutung erscheint manchen Historikern in einzelnen Aspekten auch als übertrieben.
Zunächst stellte John W. Haeger 1978 mit kritischen Anmerkungen lediglich den Aufenthalt Marco Polos in Südchina in Frage, wobei er es allerdings für möglich hielt, dass dieser doch mit Kublai Khan zusammengetroffen war. 1995 entfachte Frances Wood, Historikerin und Kuratorin der Chinesischen Sammlungen in der British Library, die Diskussion in ihrem Buch Marco Polo kam nicht bis China von neuem. Sie vertritt die These, Marco Polo habe in seinem Reisebericht nur Erzählungen von anderen Chinareisenden niedergeschrieben, sei aber selbst nicht dort gewesen. Diese Aussage begründet sie unter anderem damit, dass in Marco Polos Reisebeschreibungen wesentliche Besonderheiten der chinesischen Kultur nicht erwähnt werden. Trotzdem sei es vor allem ihm zu verdanken, dass sich ein reger Verkehr zwischen West und Ost entwickelte. Woods Ausführungen wurden in der Fachwelt unterschiedlich, jedoch im Wesentlichen ablehnend diskutiert.

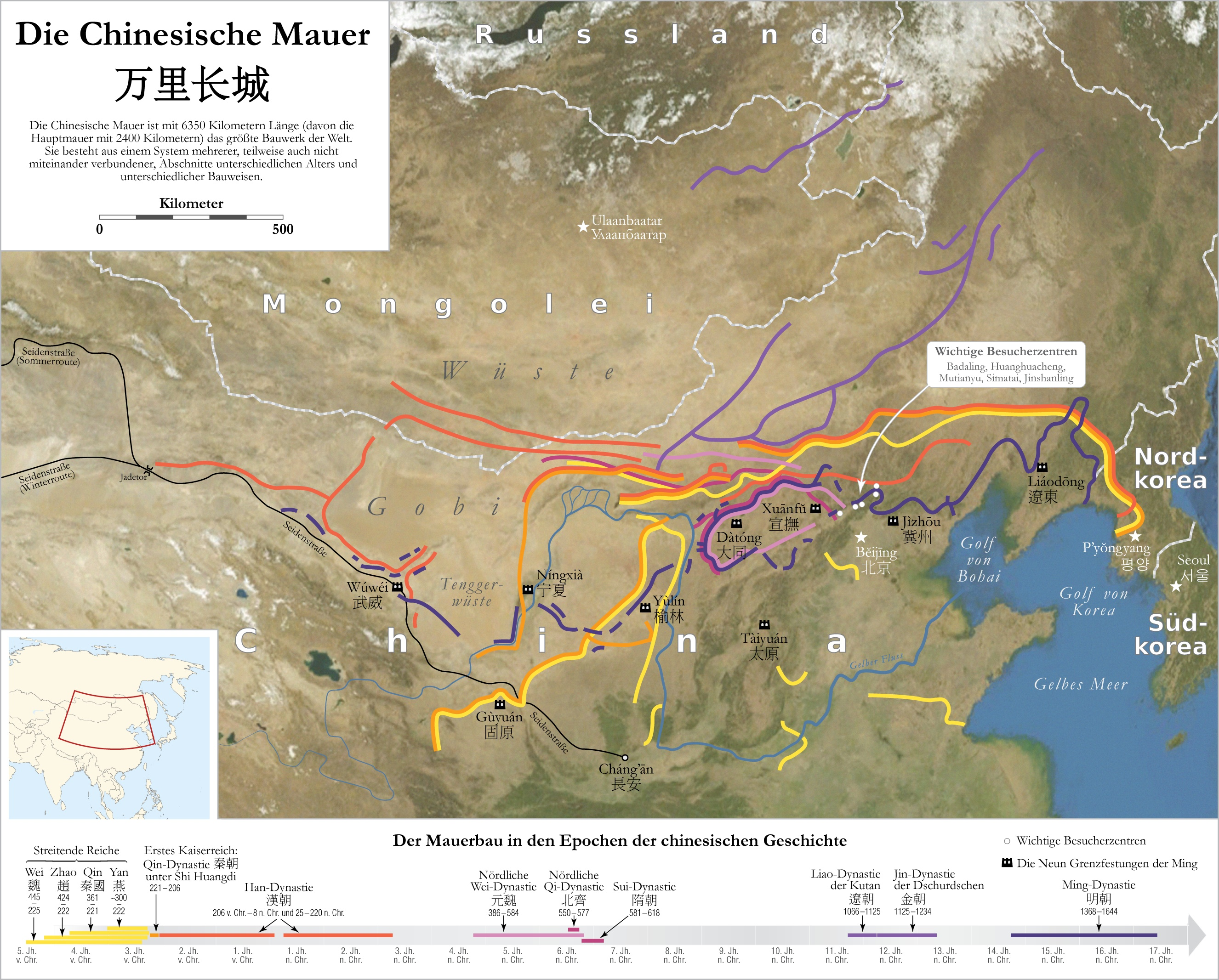
Ausbaustufen der Chinesischen Mauer

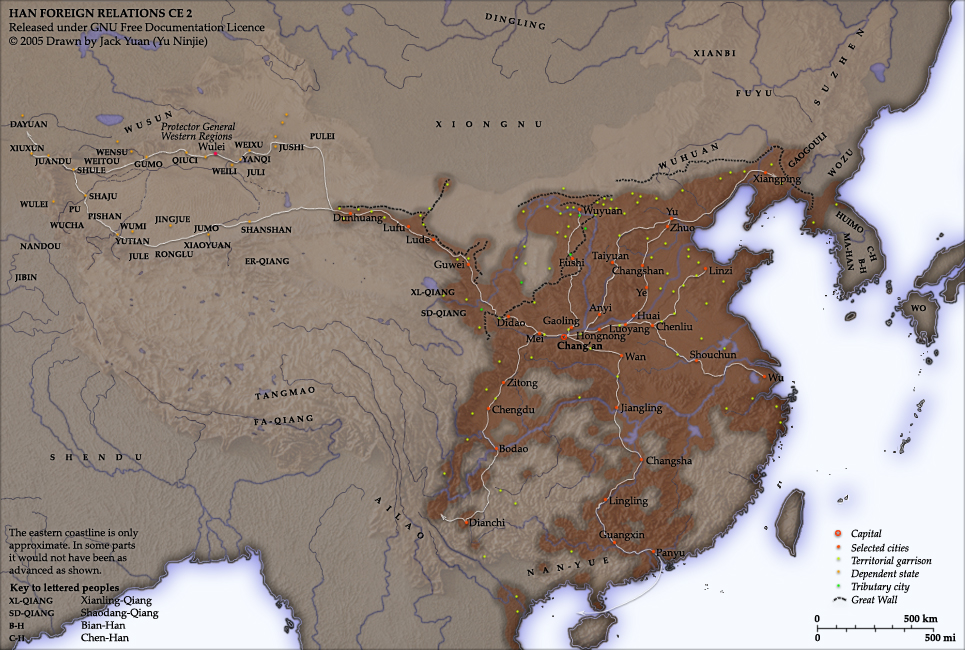
Chinesische Mauer der Han-Dynastie mit Transportrouten und Seidenstraße ab Chang’an Richtung Westen

Ein herausragendes Beispiel für die Begründung ihrer These sieht Wood etwa in der Tatsache, dass Marco Polo die Chinesische Mauer nicht erwähnt. Dies hatte schon 1667 Athanasius Kircher verwundert. Zweifel an Polos Anwesenheit vor Ort äußerte wegen dieser Nichterwähnung dann 1747 der anonyme Herausgeber von Thomas Astleys New general collection of voyages and travels. In der Polo-Forschung wird diesem Argument jedoch keine Bedeutung beigemessen, sondern vielmehr darauf verwiesen, dass nach dem Ergebnis der Forschungen von Arthur Waldron die Große Mauer in ihrer seither weltberühmt gewordenen Anlage erst durch deren Jahrhunderte späteren Ausbau während der Ming-Dynastie entstand, während die älteren Befestigungsanlagen, die auch schon zu Polos Zeit vorhanden waren, selbst in der mongolischen und chinesischen Überlieferung dieser Zeit noch keine herausgehobene Rolle spielten. Die zur Zeit Marco Polos herrschenden Mongolen hatten kurz zuvor China erobert, dabei die damalige Version der chinesischen Mauer überwunden, waren mit ihrer Reiterei ganz auf Bewegungskrieg ausgerichtet und nicht auf statische Befestigungen. Es erscheint daher logisch, dass dieses Bauwerk während der Herrschaft der Mongolen vernachlässigt wurde. Zudem lag die Mauer vor allem im Norden und im Westen am Rande des Reiches, und es gab damals für die wenigsten Besucher einen Anlass, die noch vorhandenen Reste der Mauer zu besuchen.
Marco Polos Bericht über seine Rückreise als Begleitung einer mongolischen Prinzessin, die als Gemahlin für den Khan des persischen Il-Khanats ausersehen war, hält Frances Wood für eine Übernahme aus einem noch unbekannten Text. Der chinesische Historiker Yang Zhi Jiu hat dagegen eine Quelle gefunden und mehrfach beschrieben, die sich stark mit Marco Polos Mitteilungen hinsichtlich der Reise deckt, die drei Polos allerdings nicht erwähnt. Es handelt sich dabei um eine interne Anweisung Kublai Khans, die in der Yongle Dadian niedergeschrieben ist, der größten chinesischen mittelalterlichen Enzyklopädie, die erst zu Beginn des 15. Jahrhunderts vollendet wurde. Diese Anweisung gibt auch die Namen der drei Abgesandten des persischen Khans an, die mit der Prinzessin reisten.
Eine weitere Quelle enthält ebenfalls einen kurzen Hinweis auf die Rückreise der Polos, ohne allerdings diese selbst zu erwähnen: Der persische Historiker Raschīd ad-Dīn spricht in seinem Werk Dschāmiʿ at-tawārīch („Die Universalgeschichte“), das er zu Beginn des 14. Jahrhunderts fertigstellte, kurz über die Ankunft der Gesandtschaft in Abhar in der Nähe von Qazvin im Iran und nennt dabei den Namen des einzigen überlebenden Gesandten.
Beide Quellen sind erst in der Zeit nach Marco Polos China-Aufenthalt entstanden, können ihm also bei der Abfassung seines Buches nicht bekannt gewesen sein, entsprechen aber besonders hinsichtlich der Namen der Gesandten und deren Schicksal völlig seinen Angaben. Diese exakte Übereinstimmung wertet Yang als Beweis für die Anwesenheit Marco Polos im Reich der Mitte und führt die Nichterwähnung der Reisenden auf ihre relative Bedeutungslosigkeit seitens der Schreiber der Quellen zurück.
John H. Pryor von der Universität Sydney sieht im Zusammenhang mit der Rückreise der Polos noch ein anderes Argument für deren Glaubwürdigkeit: Er weist darauf hin, dass die Angaben in Marco Polos Buch hinsichtlich des Aufenthalts an verschiedenen Rückreiseorten den Bedingungen entsprechen, welche die Windzyklen des Monsuns den Reisenden auf einer solchen Seeroute per Segelschiff vorgeben. Marco Polo selbst hat von diesen Windzyklen und -zirkulationen im Südchinesischen Meer, dem Golf von Bengalen und dem Indischen Ozean nichts gewusst, erwähnt sie auch nicht in seinem Buch und kann sie nach Pryor deshalb auch nicht von irgendwoher übernommen haben. Erst mit dem heutigen Kenntnisstand ist im Nachhinein erschließbar, dass die Windverhältnisse im Rückreisegebiet der Polos eben genau diese Zwischenaufenthalte zwangsläufig erforderlich gemacht hatten.
Hans Ulrich Vogel von der Eberhard Karls Universität Tübingen argumentiert, dass die Präzision, mit der Marco Polo das chinesische Salzmonopol, die darauf basierenden Steuereinnahmen sowie das Papiergeldsystem der Yuan-Dynastie beschreibt, so nicht auch nur annähernd in einer anderen außerchinesischen Quelle vorkomme. Somit müsse Marco Polo über weit mehr als das flüchtige Wissen eines Durchreisenden verfügt haben, sondern sich in der Tat auf in langen Jahren erworbene Kenntnisse und Kontakte zur Regierung gestützt haben. Ein reines Zusammenstellen und Abschreiben bestehender Quellen sei mithin als äußerst unwahrscheinlich anzusehen.

## Verfilmungen
- 1938: Die Abenteuer des Marco Polo (The Adventures of Marco Polo) mit Gary Cooper als Marco Polo unter der Regie von Archie Mayo[47]
- 1962: Marco Polo; Spielfilm, Frankreich/Italien, Rory Calhoun als Marco Polo, Regie: Hugo Fregonese, Piero Pierotti, Cheh Chang[48]
- 1965: Im Reich des Kublai Khan (La fabuleuse aventure de Marco Polo) – sehr freie Version mit Horst Buchholz als Marco Polo, Regie: Denys de La Patellière, Noël Howard[49]
- 1982: Marco Polo; vierteiliger TV-Film, Ken Marshall als Marco Polo, Regie: Giuliano Montaldo
- 2006: Marco Polo; TV-Spielfilm, USA, Ian Somerhalder als Marco Polo, Regie: Kevin Connor[50]
- 2013–2018: Die Abenteuer des jungen Marco Polo; Kinder-Fernsehserie des KiKA, fiktive kindliche Darstellung
- 2014–2016: Marco Polo; US-amerikanische Fernsehserie in 2 Staffeln auf Netflix[51], Lorenzo Richelmy als Marco Polo

## Kritische Textausgaben
- Franco-italienische Fassung F, erhalten in der Handschrift Paris, B.N. fr. 1116.
  - Luigi Foscolo Benedetto, Marco Polo, Il Milione. Prima edizione integrale (= Comitato geografico nazionale italiano. Band 3). L. S. Olschki, Florenz 1928. Bis heute in Verbindung mit ders., La tradizione manoscritta del „Milione“ di Marco Polo. Erasmo, Turin 1962, grundlegend für jede textkritische Beschäftigung mit Polos Werk.
  - Gabriella Ronchi, Marco Polo, Milione. Le divisament dou monde. Il Milione nelle redazioni toscana e franco-italiana. mit einem Vorwort von Cesare Segre, Mondadori, Mailand 1982. Revidierte Ausgabe von Benedettos Edition der Version F und der toskanischen Version TA.
  - Textkritisch überholt, aber wegen des Kommentars (Yule) oder forschungsgeschichtlich (Roux) noch beachtenswert:
    - Henry Yule, Henri Cordier: The Book of Ser Marco Polo the Venetian concerning the kingdoms and marvels of the East. Translated and edited, with notes, by Colonel Sir Henry Yule. Third edition, revised throughout in the light of recent discoveries by Henri Cordier. 2 Bände, John Murray, London 1903; Henri Cordier: Ser Marco Polo. Notes and addenda to Sir Henry Yule’s edition, containing the results of recent research and discovery. John Murray, London 1920.
    - Jean Baptiste Gaspard Roux de Rochelle: Voyages de Marco Polo. Première partie. Introduction, texte, glossaire et variantes. In: Recueil de voyages et de mémoires, publié par la Société de géographie. Band I, Éverat, Paris 1824, S. IX-LIV (Introduction), S. 1–288 (Texte), S. 289–296 (Table des chapitres), S. 503–531 (Glossaire des mots hors d’usage), S. 533–552 (Variantes et table comparatif des noms propres et des noms de lieux).
- Französische Fassung, Sigle Fg (nach Benedetto) oder Fr (nach Ménard), auch Grégoire-Text genannt, 18 Handschriften.
  - Philippe Ménard (leitender Herausgeber) u. a.: Marco Polo, Le devisement du monde. 5 Bände (= Textes littéraires français Band 533, 552, 568, 575, 586). Droz, Genf 2001–2006, ISBN 2-600-00479-3, ISBN 2-600-00671-0, ISBN 2-600-00859-4, ISBN 2-600-00920-5, ISBN 2-600-01059-9. Maßgebliche kritische Ausgabe unter Zugrundelegung der Handschrift B1 (London, British Library, Royal 19 D.I) als Basishandschrift, mit umfangreichem Variantenapparat und Kommentar.
  - Einzelne Handschriften:
    - A2: François Avril u. a.: Das Buch der Wunder. Handschrift Français 2810 der Bibliothèque Nationale de France, Paris. 2 Bände, Faksimile-Verlag, Luzern 1995–1996.
    - A4: Jean-François Kosta-Théfaine: Étude et édition du manuscrit de New York, Pierpont Morgan Library, M 723, f. 71-107, Du devisement du monde de Marco Polo. Thèse, Université de Paris IV-Sorbonne, Paris 2002.
    - B4 (Paris, B.N. fr. 5649): Pierre Yves Badel: La Description du monde: édition, traduction et présentation (= Lettres gothiques. Band 4551). Livre de Poche, Paris 1997.
    - C1: Anja Overbeck: Literarische Skripta in Ostfrankreich: Edition und sprachliche Analyse einer französischen Handschrift des Reiseberichts von Marco Polo, Stockholm, Kungliga Biblioteket, Cod. Holm. M. 304. Kliomedia, Trier 2003.
    - C1: Nils Adolf Erik Nordenskiöld: Le livre de Marco Polo. Fac-simile d’un manuscrit du XIVe siècle conservé à la Bibliothèque Royale de Stockholm. Imprimerie Centrale, Stockholm 1882.

  - Textkritisch überholt, aber in den kommentierenden Anmerkungen noch beachtenswert:
    - Guillaume Pauthier: Le livre de Marco Polo, Librairie de Firmin Didot, Fils et Cie, 1865, 2 Bde. (Digitalisate von Band 1 und Band 2 bei Google Books), beruht auf der Handschrift A1 (B.N. fr. 5631) unter zusätzlicher Benutzung von A2 (B.N. fr. 2810) und B4 (B.N. fr. 5649).
    - Antoine Henry Joseph Charignon: Le livre de Marco Polo … Rédigé En Français Sous La Dictée De L’Auteur En 1295 Par Rusticien De Pise, Revu Et Corrigé, Par Marco Polo Lui-Même, En 1307, Publié Par G. Pauthier en 1867, traduit en français moderne et annoté d’après les sources chinoises. 3 Bände, A. Nachbaur, Peking 1924–1928: keine kritische Edition, sondern eine neufranzösische Übersetzung des Textes von Pauthier mit Ergänzung dort nicht enthaltener Passagen nach Ramusio (R), berücksichtigenswert in den nach chinesischen Quellen erweiterten Anmerkungen.
- Toskanische Fassung TA (nach einer der Handschriften auch „Ottimo“-Text genannt), nach franco-italienischer Vorlage, erhalten in 5 Handschriften und in lateinischer Übersetzung LT (siehe dort), zu unterscheiden von einer späteren toskanischen Bearbeitung TB, die auf der Grundlage von VA entstand, in sechs Handschriften erhalten ist und ihrerseits Vorlage einer in fünf Handschriften erhaltenen lateinischen sowie der deutschen Bearbeitung VG war.
  - Valeria Bertolucci Pizzorussa: Marco Polo, Milione. Versione toscana del Trecento. 2., verbesserte Ausgabe, Adelphi, Mailand 1982.
  - Gabriella Ronchi 1982, siehe oben unter der franco-italienischen Fassung
  - Ruggero M. Ruggieri: Marco Polo, Il Milione. Introduzione, edizione del testo toscano („Ottimo“), note illustrative, esegetiche, linguistiche, repertori onomatici e lessicali (= Biblioteca dell'„Archivum Romanicum“. Band I, 200). Olschki, Florenz 1986.
- Venezianische Fassung VA, eine vollständige (VA3) und drei unvollständige (VA1, VA2, V5) Handschriften, außerdem eine heute verlorene vollständige Handschrift aus dem Privatarchiv Ginori Lisci in Florenz (VA4).
  - VA3 (Basishandschrift): Alvaro Barbieri, Alvise Andreose: Il Milione veneto: ms. CM 211 della Biblioteca civica di Padova. Marsilia, Venedig 1999, ISBN 88-317-7353-4.
  - VA1: Alvaro Barbieri: La prima attestazione della versione VA del Milione (ms. 3999 della Biblioteca Casanatense di Roma). Edizione del testo. In: Critica del testo. Band 4,3, 2001, S. 493–526; Alviese Andreose: La prima attestazione della versione VA del Milione (ms. 3999 della Biblioteca Casanatense di Roma). Studio linguistico. In: Critica del testo. Band 5,3, 2002, S. 653–666.
  - VA1: Mario Pelaez: Un nuovo testo veneto del „Milione“ di Marco Polo. In: Studi romanzi. Band 4, 1906, S. 5–65, durch Barbieri 2001 überholt.
- Venezianische Fassung VB, zwei vollständige (Vb, Vl), eine unvollständige (fV) Handschrift:
  - Pamela Gennari, «Milione», Redazione VB: edizione critica commentata. Diss. Università Ca’ Foscari, Venedig 2010 (Digitale Publikation: PDF)
- Venezianische Fassung V, Berliner Staatsbibliothek, Hamilton 424, eng verwandt mit der lateinischen Fassung Z
  - Samuela Simion: Il Milione secondo la lezione del manoscritto Hamilton 424 della Staatsbibliothek di Berlino. Edizione critica. Dissertation, Università Ca’ Foscari, Venedig 2009; überarbeitete Fassung der Einleitung: dies., Note di storia bibliografica sul manoscritto Hamilton 424 della Staatsbibliothek di Berlino. In: Quaderni Veneti. Band 47–48, 2008, S. 99–125.
- Lateinische Fassung Z, erhalten in der Handschrift Toledo, Biblioteca Capitular, Zelada 49.20.
  - Alvaro Barbieri: Marco Polo, Milione. Redazione latina del manoscritto Z. Versione italiana a fronte. Fondazione Pietro Bembo, Mailand; Ugo Guanda, Parma; 1998, ISBN 88-8246-064-9.
- Lateinische Fassung P von Francesco Pipino da Bologna, über 60 Handschriften und zahlreiche frühe Drucke, bisher nicht kritisch ediert[52]
  - Justin V. Prášek: Marka Pavlova z Benátek Milion: Dle jediného rukopisu spolu s přislušnym základem latinskym. Česká akademie věd a umění, Prag 1902. Gibt den Text der Handschrift Neapel, Biblioteca Nazionale, Vindob. lat. 3273, mit Varianten aus zwei Prager Handschriften (Knihovna Pražské Metropolitní Kapituyí, G 21 und G 28) und dem Druck von Antwerpen 1484/85.
  - Handschriften und ältere Drucke:
    - Herzog August Bibliothek Wolfenbüttel, Cod. Guelf. Weissenb. 40, fol. 7ff.: Digitalisat der Wolfenbütteler Digitalen Bibliothek.
    - Andreas Müller von Greiffenhagen: Marci Pauli Veneti … De Regionibus Orientalibus Libri III. Cum Codice Manuscripto Bibliothecae Electoralis Brandenburgicae collati, exque eo adiectis Notis plurimum tum suppleti tum illustrati … . Georg Schulz, Berlin-Cölln 1671 (unter Verwendung der Handschrift Berlin, Staatsbibliothek, lat. qu. 70): Digitalisat im Münchener Digitalisierungszentrum, Digitalisat bei Google Books.
- Lateinische Fassung LT, Paris, B.N. lat. 3195, kontaminiert laut Benedetto die ältere toskanische Version (TA) mit der lateinischen von Pipino (P)
  - Gedruckt von Jean Baptiste Gaspard Roux de Rochelle: Peregrinatio Marci Pauli, Ex Manuscripto Bibliothecae Regiae, n° 3195 f°. In: Recueil de voyages et de mémoires, publié par la Société de géographie. Band I, Éverat, Paris 1824, S. 299–502.
- Italienische Fassung R: Giovanni Battista Ramusio: I viaggi di Marco Polo. entstanden unter Benutzung verschiedener lateinischer (Z, P) und italienischer (VB) oder italienisch beeinflusster Quellen, nicht kritisch ediert.
  - Postume Erstausgabe: Secondo volume delle navigationi et viaggi nel quale si contengono l’Historia delle cose dei Tartari, et diuersi fatti de loro imperatori; descritta da m. Marco Polo gentilhuomo venetiano, et da Hayton Armeno. Varie descrittioni di diuersi autori … . Giunta, Venedig 1559 (diverse Nachdrucke, darunter ebenda 1583: Digitalisat bei Google Books).
  - Marica Milanesi: Giovanni Battista Ramusio, Navigationi e viaggi. Band III, Einaudi, Turin 1980, S. 9–297.
- Deutsche Fassung VG, auch als DI bezeichnet, nach der toskanischen Bearbeitung TB, erhalten in drei Handschriften (München, Bayerische Staatsbibliothek, cgm 252 und 696; Neustadt an der Aisch, Kirchenbibliothek 28) und zwei Frühdrucken (Creussner, Nürnberg 1477; Sorg, Augsburg 1481), nicht kritisch ediert.
  - Hie hebt sich an das puch des edelen Ritters vnd landtfarers Marcho polo. Friedrich Creußner, Nürnberg 1477: Digitalisat im Münchener DigitalisierungsZentrum.
- Deutsche Fassung VG3
  - Nicole Steidl: Marco Polos „Heydnische Chronik“. Die mitteldeutsche Bearbeitung des „Divisament dou monde“ nach der Admonter Handschrift Cod. 504. Dissertation, Friedrich-Alexander-Universität Erlangen-Nürnberg, 2008; Shaker-Verlag, Aachen 2010.
  - Edurard Horst von Tscharner: Der mitteldeutsche Marco Polo nach der Admonter Handschrift (= Deutsche Texte des Mittelalters. Band 40). Berlin 1935.

## Moderne Übersetzungen
- Elise Guignard: Marco Polo, Il Milione. Die Wunder der Welt. Übersetzung aus altfranzösischen Quellen und Nachwort. Manesse, Zürich 1983, ISBN 3-7175-1646-9; Nachdruck im Insel-Verlag, Frankfurt am Main/Leipzig 2009 (= insel taschenbuch. Band 2981), ISBN 978-3-458-34681-4 (legt die franco-italienische Fassung F in der Ausgabe von Benedetto zugrunde, in Klammern ergänzt um diejenigen dort nicht enthaltenen Passagen aus der lateinischen Fassung Z, die Benedetto in den Anmerkungen mitteilt).
- Henry Yule: The Book of Ser Marco Polo, the Venetian, concerning the kingdoms and marvels of the East. in 3 Ausgaben und einem Zusatzband:
  - Newly translated and edited, with notes. 2 Bände, John Murray, London 1871 (Online-Version im Internet Archive: Band I, Band II).
  - Second edition, revised. John Murray, London 1875 (Online-Version im Internet Archive: Band I, Band II).
  - Third edition, revised throughout in the light of recent discoveries by Henri Cordier. John Murray, London 1903 (Online-Version im Internet Archive: Band I, Band II).
  - Henri Cordier: Ser Marco Polo. Notes and addenda to Sir Henry Yule’s edition, containing the results of recent research and discovery. John Murray, London 1920 (Online-Version im Internet Archive: ).

## Dokumentationen
- Terra X: Marco Polo – Entdecker oder Lügner? Neue Belege für die Reisen des venezianischen Abenteurers. TV-Dokumentation in HD von Gabriele Wengler (Buch / Regie), Deutschland 2015 für ZDF / Arte. Mitwirkend: Hans Ulrich Vogel – Sinologe; Hai Peng – Historiker; Baohai Dang – Historiker; Marina Münkler – Literaturwissenschaftlerin; Francis Wood – Autorin.
- Marco Polo Reloaded – nachgereist von Bradley Mayhew – präsentiert von Südwestrundfunk und Arte im Jahr 2011.